# 吉草酸
吉草酸（きっそうさん、valeric acid）は、不快な臭いのする分子量の少ないカルボン酸の一種。IUPAC系統名ではペンタン酸 (pentanoic acid) となる。足の裏の臭いはこの異性体であるイソ吉草酸が原因である。閾値が非常に低いことから、悪臭防止法の規制対象となっている。消防法による第4類危険物 第3石油類に該当する。

## 性質
無色の液体で、蒸れた靴下に例えられる臭気を有する。pKa は 4.82 の弱酸であるが、人体へは腐食性を示す。水への溶解度は 2.4g/100mL であり、極性溶媒よりも無極性溶媒によく溶ける最も低分子量のカルボン酸である。

## 異性体
構造異性体にピバル酸とヒドロアンゲリカ酸、イソ吉草酸がある。ヒドロアンゲリカ酸は不斉炭素原子を持つ。

吉草酸
ピバル酸
ヒドロアンゲリカ酸
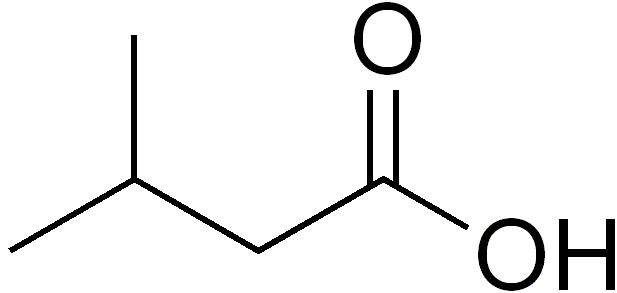
3-メチルブタン酸 （イソ吉草酸）

## 発見
ヨーロッパ産のハーブ・セイヨウカノコソウ（吉草、学名 Valeriana officinalis L.）から最初に発見された。

## 用途
吉草酸ブチルや吉草酸ペンチルなどのエステルは適度な濃度では果実の香りを呈するものが多く、食品用のフレーバーとして広く用いられる。